# Полови роли
Половите роли представляват набор от поведения и характеристики, разглеждани като типични или нормативни за мъжете и жените, най-вече в дадена социална група или система. В случаите когато убежденията свързани с половите роли са разглеждани като правила, възникват половите стереотипи.